# Październik 2019

## 31 października
- 74 osoby zginęły, a 43 zostały ranne w pożarze pociągu, do którego doszło w prowincji Pendżab w Pakistanie[1].

## 28 października
- Na północy Kamerunu w wyniku ulew zeszły w nocy lawiny błotne niszcząc budynki i zabijając co najmniej 42 osoby; kilkadziesiąt osób uznano za zaginione[2].

## 25 października
- Podczas Specjalnego Synodu Polskiego Narodowego Kościoła Katolickiego w USA i Kanadzie, ks. Jarosław Rafałko został wybrany na biskupa[3].

## 20 października
- W Hongkongu miał miejsce nielegalny marsz antyrządowy zorganizowany przez Obywatelski Front Praw Człowieka (CHRF)[4].
- Zakończył się najdłuższy lot pasażerski w historii trwający 19 godzin i 16 minut, w trakcie którego samolot 787-9 (Dreamliner) australijskich linii lotniczych Qantas Airways pokonał trasę z Nowego Jorku do Sydney[5].

## 19 października
- Brytyjska Izba Gmin na pierwszym sobotnim posiedzeniu od wojny o Falklandy-Malwiny w 1982 roku, wbrew rządowi Borisa Johnsona odłożyła głosowanie nad umową dotyczącą warunków wyjścia Zjednoczonego Królestwa z Unii Europejskiej (Brexit) przyjmując stosunkiem głosów 322:306 poprawkę zgłoszoną przez Olivera Letwina. Poprawka odłożyła głosowanie do czasu przyjęcia przez brytyjski parlament pełnego pakietu ustaw regulujących wyjście z wspólnoty. Tym samym nie został dotrzymany termin przyjęcia umowy do 19 października zawarty w przyjętej 4 września ustawie Hilary’ego Benna[6], a Boris Johnson został zmuszony do poproszenia o przełożenia Brexitu do 31 stycznia 2020 roku. W tym czasie w Londynie odbywały się masowe demonstracje zwolenników nowego referendum[7][8].
- W kopalni w rejonie miasta Kuragino w Kraju Krasnojarskim w Rosji doszło do przerwania jednej z trzech tam[9].
- W Rzymie, we Włoszech odbyła się manifestacja przeciwników rządu Ruchu Pięciu Gwiazd i Partii Demokratycznej w której według organizatorów wzięło udział ok. 200 tys. osób[10].
- Prezydent RP Andrzej Duda wziął udział w obchodach 100-lecia Akademii Górniczo-Hutniczej im. Stanisława Staszica w Krakowie[11].

## 18 października
- Co najmniej 62 osoby zginęły w zamachu bombowym w meczecie w okręgu Haska Mena w afgańskiej prowincji Nangarha[12].
- Jessica Meir i Christina Koch jako pierwsze kobiety w historii dokonały spaceru kosmicznego w celu wymiany wadliwych baterii na zewnątrz Międzynarodowej Stacji Kosmicznej[13].
- W Barcelonie, w Hiszpanii doszło do manifestacji, a następnie zamieszek, w których wzięło brało udział ok. pół miliona osób. Manifestanci wyrażali swój sprzeciw wobec wyroku, skazującego na długoletnie więzienie dziewięciu katalońskich separatystów[14].
- W Libanie miały miejsce antyrządowe manifestacje (największe od lat według Agencji Reuters)[15].

## 17 października
- W Hamburgu rozpoczął się proces byłego strażnika niemieckiego-nazistowskiego obozu koncentracyjnego Stutthof Bruna Deya, któremu  prokuratorzy zarzucają współudział w zabójstwie 5230 osób[16][17].

## 16 października
- Prezydent Re’uwen Riwlin spotkał się w Izraelu z grupą polskich Sprawiedliwych wśród Narodów Świata[18].
- Jarosław Krajewski przedstawił w Sejmie sprawozdanie z prac komisji śledczej do zbadania prawidłowości i legalności działań organów i instytucji publicznych wobec podmiotów wchodzących w skład Grupy Amber Gold[19].

## 15 października
- Niezależna Wyższa Władza Wyborcza potwierdziła, że wybory prezydenckie w Tunezji, z wynikiem 72,71 procent głosów, wygrał Kajs Su’ajjid[20].
- Papież Franciszek mianował Gauzziego Broccolettiego na generalnego inspektora Korpusu Żandarmerii Państwa Watykańskiego[21].
- W mieście Fortaleza, w północno-wschodniej Brazylii zawalił się siedmiopiętrowy budynek mieszkalny[22].
- Tuż przed końcem Sejmu VIII kadencji, ślubowanie poselskie złożyła Edyta Kubik, która objęła mandat za zmarłego Kornela Morawieckiego[23].

## 14 października
- Abhijit Banerjee, Esther Duflo i  Michael Kremer zostali laureatami Nagrody Banku Szwecji im. Alfreda Nobla w dziedzinie ekonomii[24].
- Prezydent Ekwadoru Lenín Moreno zniósł wcześniejsze rozporządzenie o rezygnacji z dopłat do paliw, które wywołały masowe protesty w całym kraju[25].
- Papież Franciszek przyjął dymisję generalnego inspektora Korpusu Żandarmerii Państwa Watykańskiego Domenico Gianiego[21].
- Biuro Prasowe Stolicy Apostolskiej podało  nazwiska członków komisji, której powierzono przygotowanie dokumentu Zgromadzenia Specjalnego Synodu Biskupów dla Regionu Amazonii[26].

## 13 października
- Wybory parlamentarne w Polsce[27].
- W Tunezji odbyła się II tura wyborów prezydenckich w której o urząd prezydenta rywalizowali Kajs Su’ajjid i Nabil Karui[28].
- Papież Franciszek dokonał kanonizacji kard. Jana Henryka Newmana, Małgorzaty Bays, Irmy Dulce, Marii Teresy Chiramel Mankidiyan, Józefiny Vannini[29].
- Kościół katolicki w Polsce obchodził XIX Dzień Papieski[30].
- Wybuchł pożar w kompleksie zamkowo-pałacowym w Żarach[31].

## 12 października
- W Quito demonstranci podpalili siedzibę Centralnej Inspekcji Finansowej oraz zaatakowali stację telewizyjną Teleamazonas. Prezydent Ekwadoru Lenín Moreno ogłosił wprowadzenie godziny policyjnej[32].
- Syryjscy rebelianci wspierani przez Turcję dokonali egzekucji dziewięciorga cywilów w tym Hewrin Chalaf, sekretarz generalnej kurdyjskiej partii Przyszłość Syrii[33].
- Kenijczyk Eliud Kipchoge jako pierwszy w historii ukończył bieg maratoński w czasie poniżej 2 godzin[34].
- W Nowym Orleanie w USA, doszło do katastrofy budowlanej, w wyniku której zawaliła się konstrukcja wznoszonego hotelu Hard Rock[35].
- Kościół Grecji uznał Kościół Prawosławny Ukrainy[36].
- W Pradze odbyły się uroczystości pogrzebowe Karela Gotta[37].
- Bp Jerzy Samiec został wybrany ponownie na zwierzchnik Kościoła Ewangelicko-Augsburskiego w RP podczas obrad szóstej sesji XIV Synodu Kościoła[38].

## 11 października
- Abiy Ahmed Ali został laureatem Pokojowej Nagrody Nobla za rok 2019[39].
- Papież Franciszek zmienił status i rangę dotychczasowego egzarchatu apostolskiego Sofii dla katolików obrządku bizantyjsko-słowiańskiego w Bułgarii, tworząc eparchie (diecezje) św. Jana XXIII w Sofii dla katolików obrządku bizantyjsko-słowiańskiego w Bułgarii[40].
- Trzy osoby zginęły w wyniku zawalenia się mostu w prowincji Jiangsu we wschodnich Chinach[41].
- Ministerstwo obrony Turcji poinformowało oficjalnie o śmierci pierwszego tureckiego żołnierza w czasie rozpoczętej 9 października ofensywy w północno-wschodniej Syrii[42].
- Hanna Suchocka została laureatką Nagrody Biskupa Tadeusza Pieronka “In veritate”[43].
- Jerzy Owsiak w imieniu Wielkiej Orkiestry Świątecznej Pomocy odebrał w siedzibie Parlamentu Europejskiego Europejską Nagrodę Obywatelską[44].

## 10 października
- Nagrodę Nobla w dziedzinie literatury – w tym roku przyznawaną także za rok poprzedni – otrzymali Olga Tokarczuk (za 2018) oraz Peter Handke (za 2019)[45][46].
- Generał Wiranto, minister do spraw politycznych, prawa i bezpieczeństwa Indonezji został zaatakowany przez nożownika[47].
- Parlament Rumunii przegłosował wniesiony przez partie opozycyjne wniosek o wotum nieufności dla rządu premier Vioricy Dăncili[48].
- Ukończono budowę 5 i 6 bloku Elektrowni w Opolu[49].

## 9 października
- John B. Goodenough, M. Stanley Whittingham i Akira Yoshino zostali laureatami Nagrody Nobla w dziedzinie chemii za rok 2019, za ich prace nad akumulatorami litowo-jonowymi[50].
- W czasie żydowskiego święta Jom Kipur, dwie osoby zginęły od strzałów z pistoletu maszynowego w pobliżu synagogi w mieście Halle we wschodnioniemieckim kraju związkowym Saksonia-Anhalt[51].
- Prezydent Turcji Recep Tayyip Erdoğan poinformował, iż tureckie siły rozpoczęły operację wojskową przeciwko kurdyjskim milicjom Ludowych Jednostek Samoobrony (YPG) w północno-wschodniej Syrii[52].
- Dotychczasowy premier Portugalii António Costa otrzymał od prezydenta Marcelo Rebelo de Sousy misję utworzenia nowego rządu[53].
- Rzecznik Konferencji Episkopatu Polski ks. Paweł Rytel-Andrianik poinformował o powołaniu przez biskupów Fundacji Świętego Józefa. Fundacja ma służyć pomocą i wsparciem osobom wykorzystanym seksualnie w dzieciństwie lub w młodości we wspólnocie Kościoła[54].

## 8 października
- James Peebles oraz Michel Mayor i Didier Queloz zostali wyróżnieni Nagrodą Nobla w dziedzinie fizyki za rok 2019[55].
- Parlament Azerbejdżanu zatwierdził nominację Alego Asadova na stanowisko premiera[56].
- Włoski parlament przyjął ustawę zmniejszającą liczbę parlamentarzystów[57].
- W wodospadzie Haew Narok, w parku narodowym Khao Yai w Tajlandii, odnaleziono pięć kolejnych martwych, dzikich słoni, co zwiększyło bilans utopionych zwierząt do 11[58].
- Piłkarz Bastian Schweinsteiger poinformował o zakończeniu kariery zawodniczej[59].
- W lesie między Kuźnią Raciborską a Rudą Kozielską na Śląsku w trakcie rozminowania zginęło dwóch żołnierzy, a czterech zostało rannych, w tym dwóch ciężko (był to pierwszy śmiertelny wypadek w Polsce przy rozminowaniu od 1982)[60].
- Odsłonięto Pomnik Batalionów Chłopskich w Warszawie[61].

## 7 października
- William Kaelin Jr., Peter J. Ratcliffe i Gregg L. Semenza zostali laureatami Nagrody Nobla w dziedzinie fizjologii i medycyny za rok 2019[62].
- W wyniku zamachu samobójczego w Dżalalabadzie na wschodzie Afganistanu zginęło 10 osób, a 27 zostało rannych[63].
- W Austrii, Sebastian Kurz otrzymał od prezydenta Alexandra Van der Bellena misję sformowania rządu[64].
- W Orłowie, w gminie Nowy Dwór Gdański miał miejsce pożar gotyckiego kościoła św. Barbary[65].
- Sędzia Sądu Najwyższego Wiesław Kozielewicz został wybrany na przewodniczącego Państwowej Komisji Wyborczej[66].

## 6 października
- W Portugalii odbyły się wybory parlamentarne[67].
- W Kosowie odbyły się przedterminowe wybory parlamentarne[68].
- W Tunezji odbyły się wybory do Zgromadzenia Konstytucyjnego pełniącego rolę tymczasowego parlamentu Tunezji[69].
- Około 10 tys. osób protestowało na Majdanie Niepodległości w Kijowie przeciwko przyjęciu tak zwanej formuły Steinmeiera w sprawie uregulowania konfli w Donbasie[70].
- Mariusz Szczygieł został laureatem Nagrody Literackiej „Nike” za tom reportaży Nie ma[71].
- W Warszawie miała miejsce kolejna edycja imprezy Biegnij Warszawo[72].
- Uroczyście otwarto Muzeum Domu Rodziny Pileckich w Ostrowi Mazowieckiej[73].

## 5 października
- W piątym dniu antyrządowych protestów w Iraku zginęło 5 osób (od 1 października według źródeł policyjnych i medycznych zginęło co najmniej 81 osób)[74].
- W wodospadzie Haew Narok, w parku narodowym Khao Yai w Tajlandii, utonęło sześć dzikich słoni, w tym dwoje młodych[75].
- W Itaperunie, w stanie Rio de Janeiro w Brazylii, w parafii prowadzonej przez polskich pallotynów ustanowiono Sanktuarium Miłosierdzia Bożego[76].
- W Warszawie z udziałem najwyższych władz państwowych odbył się pogrzeb Kornela Morawieckiego. Pogrzeb miał charakter państwowy[77].
- W Kościele Łaski Bożej w Poznaniu odbyły się główne uroczystości związane z obchodami 100-lecie Polskiego Towarzystwa Ewangelickiego[78].

## 4 października
- W Hongkongu odbyły się protesty przeciwko ogłoszonemu przez władze zakazowi zakrywania twarzy, w których wzięło udział kilka tysięcy osób[79].
- Podpisano umowę na budowę kanału przez Mierzeję Wiślaną[80].
- Ukraiński samolot transportowy An-12 rozbił się obok lotniska we Lwowie podczas awaryjnego lądowania. Zginęło pięć osób na pokładzie, a trzy zostały ranne[81].

## 3 października
- Zaprzysiężony został izraelski parlament (Dwudziesty drugi Kneset)[82].
- Prezydent Lenín Moreno wprowadził stan wyjątkowy na terenie całego kraju w związku z masowymi protestami na terenie Ekwadoru, które wybuchły po wejściu w życie decyzji o zniesieniu rządowych dopłat do paliw[83].
- Stolica Apostolska poinformowała, że decyzją papieża Franciszka, Sługa Boży kardynał Stefan Wyszyński zostanie ogłoszony błogosławionym[84].

## 2 października
- Do obiegu w Polsce wprowadzony został nowy banknot kolekcjonerski o nominale 19 złotych z wizerunkiem Ignacego Jana Paderewskiego[85].
- Tenisista Marcin Matkowski poinformował o zakończeniu kariery[86].

## 1 października
- W Pekinie z okazji 70-lecia proklamowania komunistycznej Chińskiej Republiki Ludowej odbyła się wielka parada wojskowa w której udział wzięło 15 tys. żołnierzy. Obecny był również przewodniczący ChRL Xi Jinping[87].
- Generał Mark Milley objął stanowisko przewodniczącego Kolegium Szefów Sztabów sił zbrojnych USA[88].
- Patriarcha Ekumeniczny Konstantynopola Bartłomiej I wziął udział w inauguracji Synodu Kościoła Szwecji[89].
- W czasie protestów przeciwko bezrobociu, korupcji i trudnym warunkom bytowym w Iraku zginęło co najmniej dwoje osób, a 200 zostało rannych[90].